# Ігор Міторай
Ігор Міторай (пол. Igor Mitoraj; 26 березня 1944, Едеран — 6 жовтня 2014, Корнійон-Конфу або в Парижі) — польський скульптор, з 1968 року працював за кордоном (Франція, Італія), відомий великомасштабними скульптурами, що зображують пошкоджені людські тіла, здобув визнання та популярність у міжнародному масштабі.

## Біографія
Він був сином депортованої польської примусової робітниці та французького військовополоненого, офіцера Іноземного легіону. Після закінчення Другої світової війни приїхав з матір'ю до її батьків у Польщу. Дитинство та юність провів у Ґройці. Після закінчення художньої школи в Бельсько-Бялі в 1963 році він вступив до Академії образотворчого мистецтва в Кракові, де вивчав живопис у Тадеуша Кантора. З 1968 працював у Франції та Італії. Він помер 6 жовтня 2014 року у своєму маєтку в Шато де Конфу в Корнійон-Конфу в Провансі або, як повідомляє більшість джерел, у Парижі. Похований на кладовищі в італійському містечку П'єтразанта (Тоскана).

## Початок творчої діяльності
Після закінчення Краківської академії образотворчих мистецтв він мав свою першу індивідуальну виставку в краківських «Кшиштофорах», а потім поїхав до Парижа, де продовжив навчання у Вищій національній школі витончених мистецтв. Починав як живописець і графік у столиці Франції. Захоплення латиноамериканським мистецтвом і культурою, яке він відчув під час річної подорожі Мексикою, породило його інтерес до скульптури. Виставляв свої роботи в галереї «La Hune» в Латинському кварталі Парижа, пов'язаної з однойменною книжковою крамницею (1976).
Отримавши пропозицію підготувати виставку для паризької галереї «ArtCurial», якою керував племінник тодішнього президента Франції, Міттерана на рік відправився в центр художніх бронзоливарників і каменярів, що займаються обробкою мармуру в П'єтрасанта в Італії. Там були створені його перші роботи в бронзі, а також монументальні скульптури з білого мармуру з сусідньої Каррари.

## Діяльність
Після виставки «ArtCurial» у 1977 році скульптури та малюнки Ігоря Міторая були показані на 120 персональних виставках по всьому світу. Його скульптури, часто гігантських розмірів, стоять у показових місцях у багатьох містах, зокрема: в Парижі в Ла Дефанс і в Римі, Мілані, Лозанні, Лондоні, Кракові, Схевенінгені поблизу Гааги, в США і Японії.
Ігор Міторай жив між Парижем і П'єтрасантою, де з 1983 року мав свою студію. Багато його скульптур було створено з глини або гіпсових оригіналів у ливарних і кам'яних майстернях П'єтрасанти, де сотні років використовували ті самі техніки. Як скульптор-самоучка, він посилався на майстерність минулого, наслідуючи роботи Мікеланджело та Антоніо Канови. Водночас він шукав нову естетику, яка б відображала дух сучасності.
Головною темою скульптур Міторая є людське тіло, його краса і крихкість, а також більш глибокі аспекти людської природи, які вироджуються під впливом часу та обставин. Посилаючись, навіть буквально (іноді вже в назві скульптури: Ікар, Тіндарей, Кентавр, Ерос, Марс, Горгона, Песаджо Ітака), до міфології чи історії Греції та Риму, він якимось чином «цитує» красу та ідеальні пропорції класичних скульптур, водночас змушуючи глядача усвідомлювати їх людську природу та недосконалість, навмисно тріскаючи та пошкоджуючи поверхні статуй і навіть збиваючи їх на землю. Міфічні герої, зранені й недосконалі, мовчазно дивляться на глядача порожніми очними западинами, часто прикриті пеленами, немов поранені чи каліки, часто німі — із закритими тканиною ротами. Стиль, що відсилає до античності, в яку він вніс чіткі акценти сучасності, сьогодні визнаний шанувальниками мистецтва в усьому світі.
У 2003 році він отримав ступінь почесного доктора Академії образотворчих мистецтв у Кракові. Це був перший почесний докторський ступінь, присуджений цим університетом.
5 жовтня 2005 року під час церемонії в ратуші Кракова він був нагороджений міністром культури Вальдемаром Домбровським Золотою медаллю «За заслуги перед культурою» — Gloria Artis.
Наказом від 24 квітня 2012 року «за видатний внесок у польську та світову культуру, за досягнення у творчій та мистецькій діяльності» президент Броніслав Коморовський нагородив його Командорським хрестом Ордена Відродження Польщі. Церемонія нагородження відбулася 3 травня 2012 року.

## Галерея

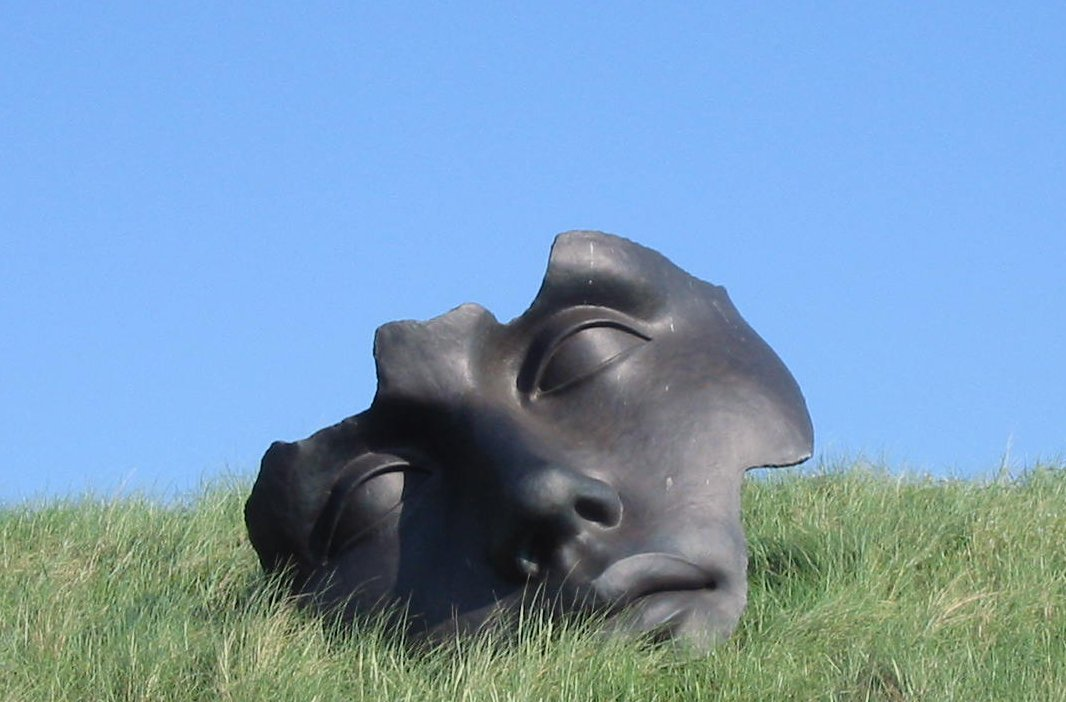
Luci di Nara на бульварі Beeld, Схевенінген, Голандія
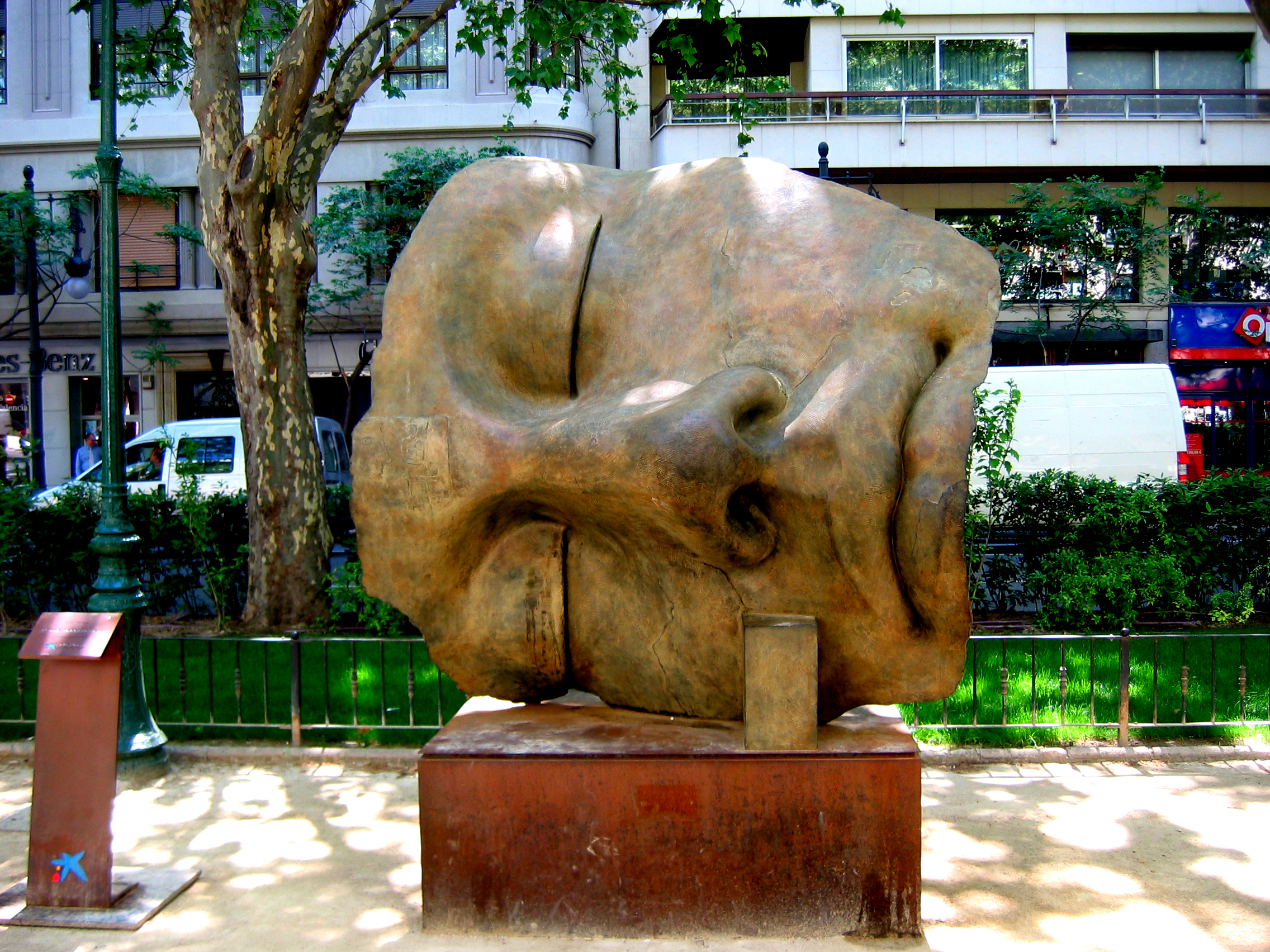
Валенсія
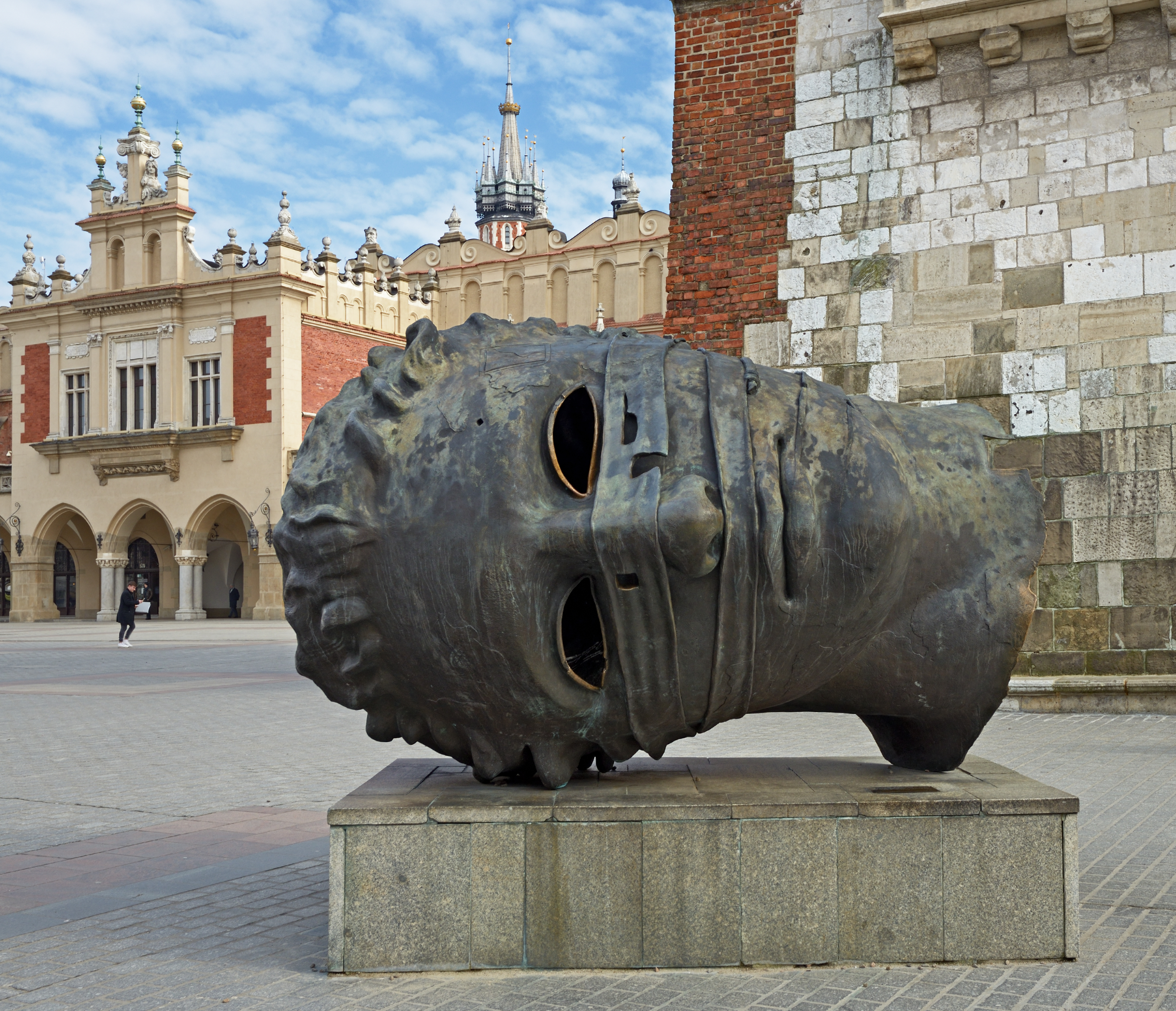
Ерос прикутий (Eros Bendato), бронза, (1999) виставлено в Кракові в 2003
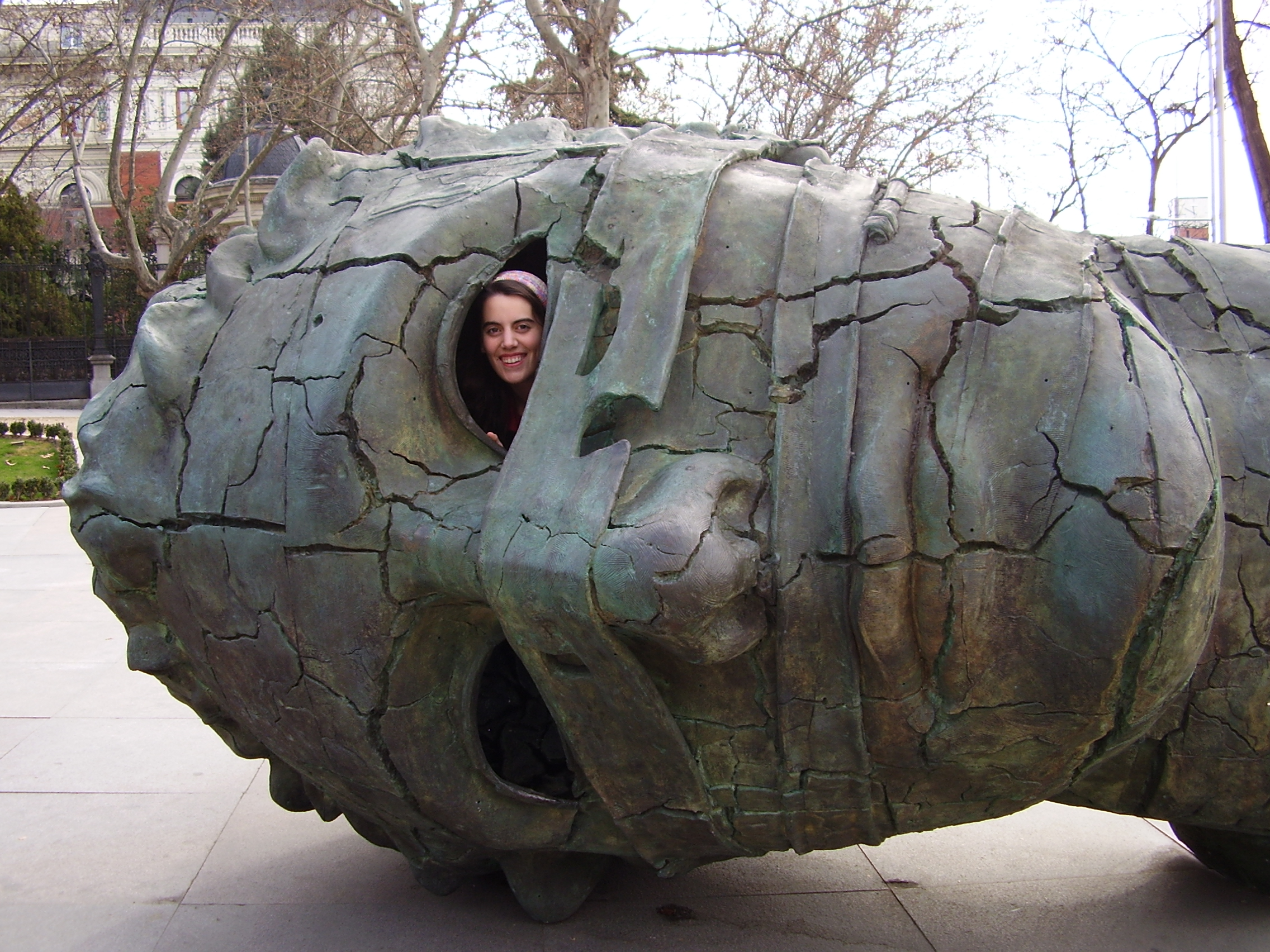
Мадрид
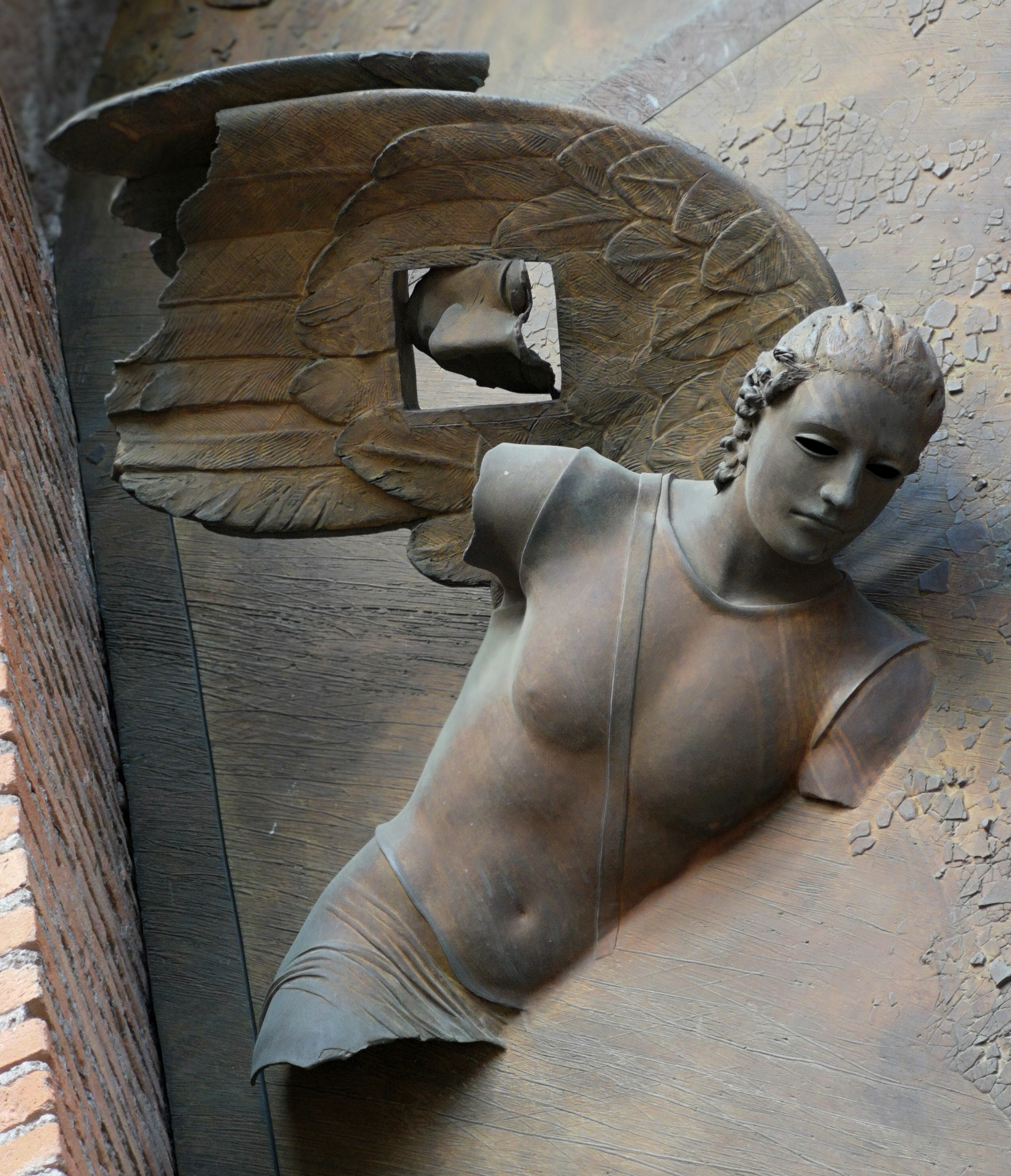
Скульптура на дверях Базиліки Богоматері Ангелів і Мучеників у Римі
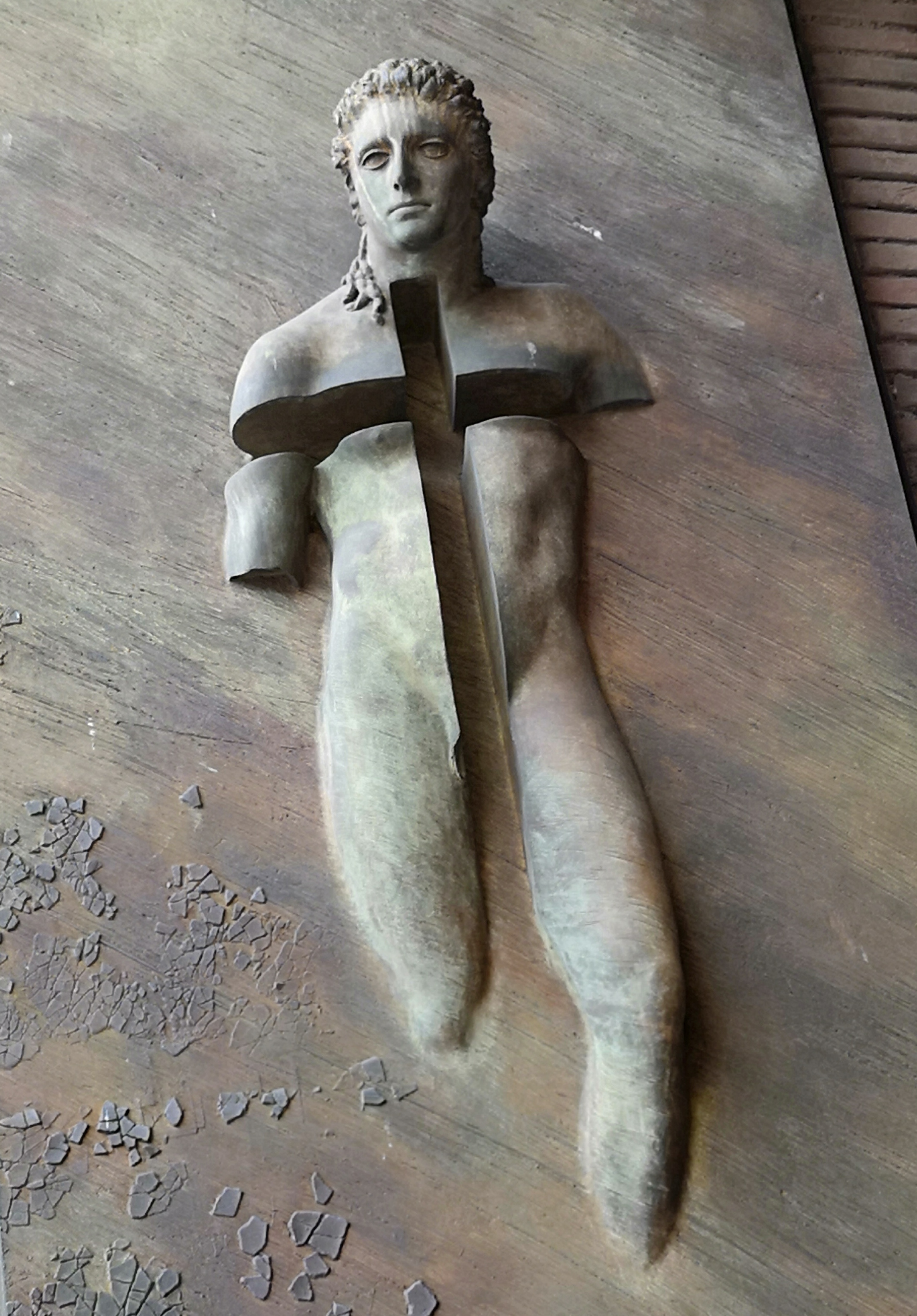
Скульптура на дверях Базиліки Богоматері Ангелів і Мучеників у Римі
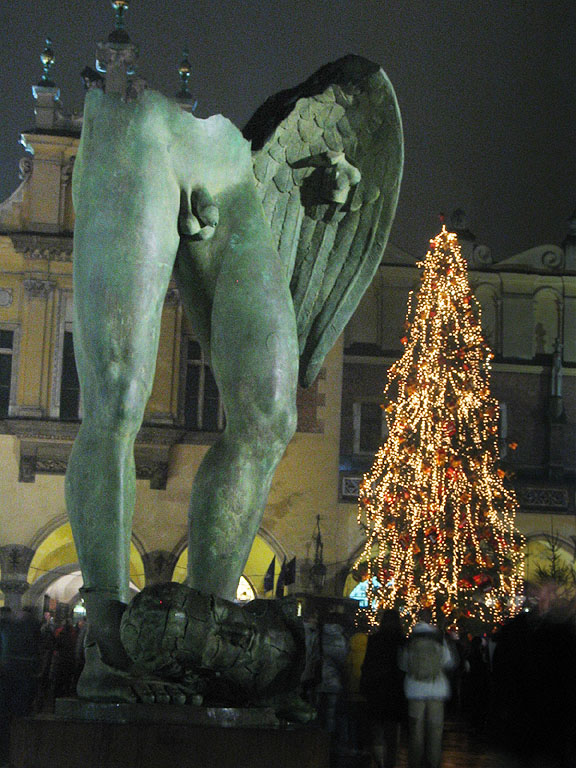
Gambe Alate, бронза, 2002, виставлено в Кракові в 2003
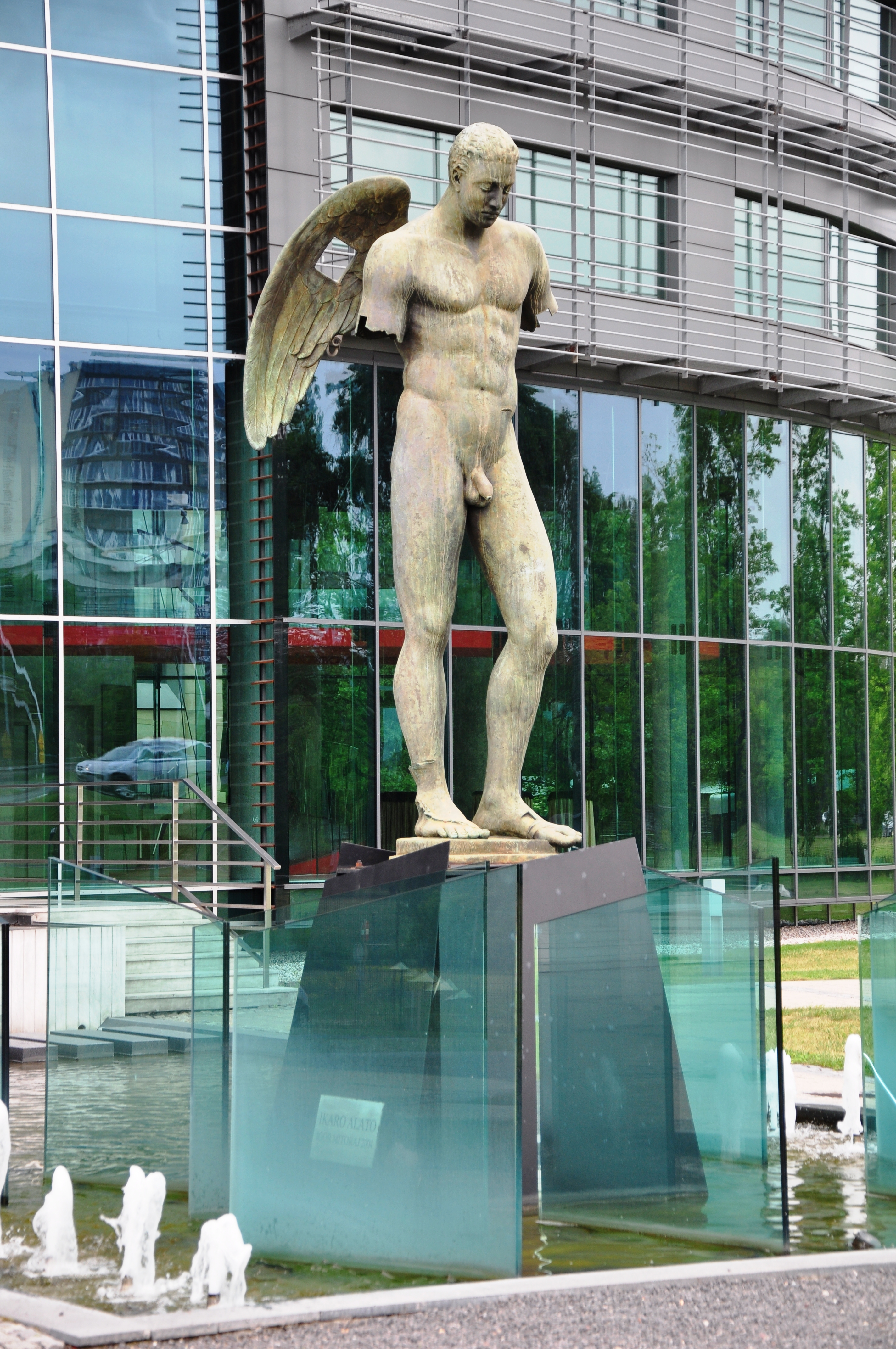
Ikaro Alato, Центр Олімпійський у Варшаві, 2004
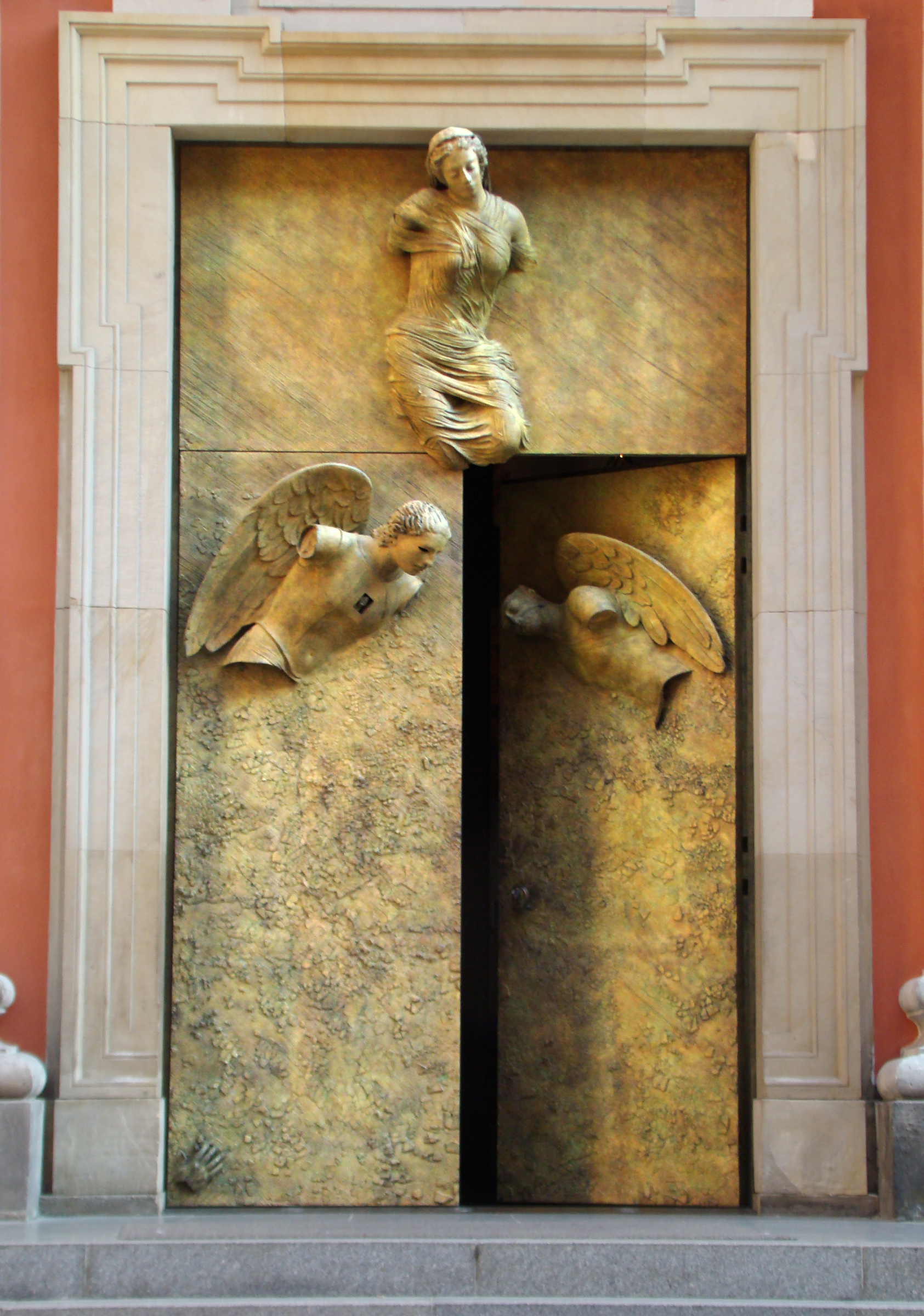
Двері костела отців Єзуітів у Варшаві, ul. Świętojańska, 2009
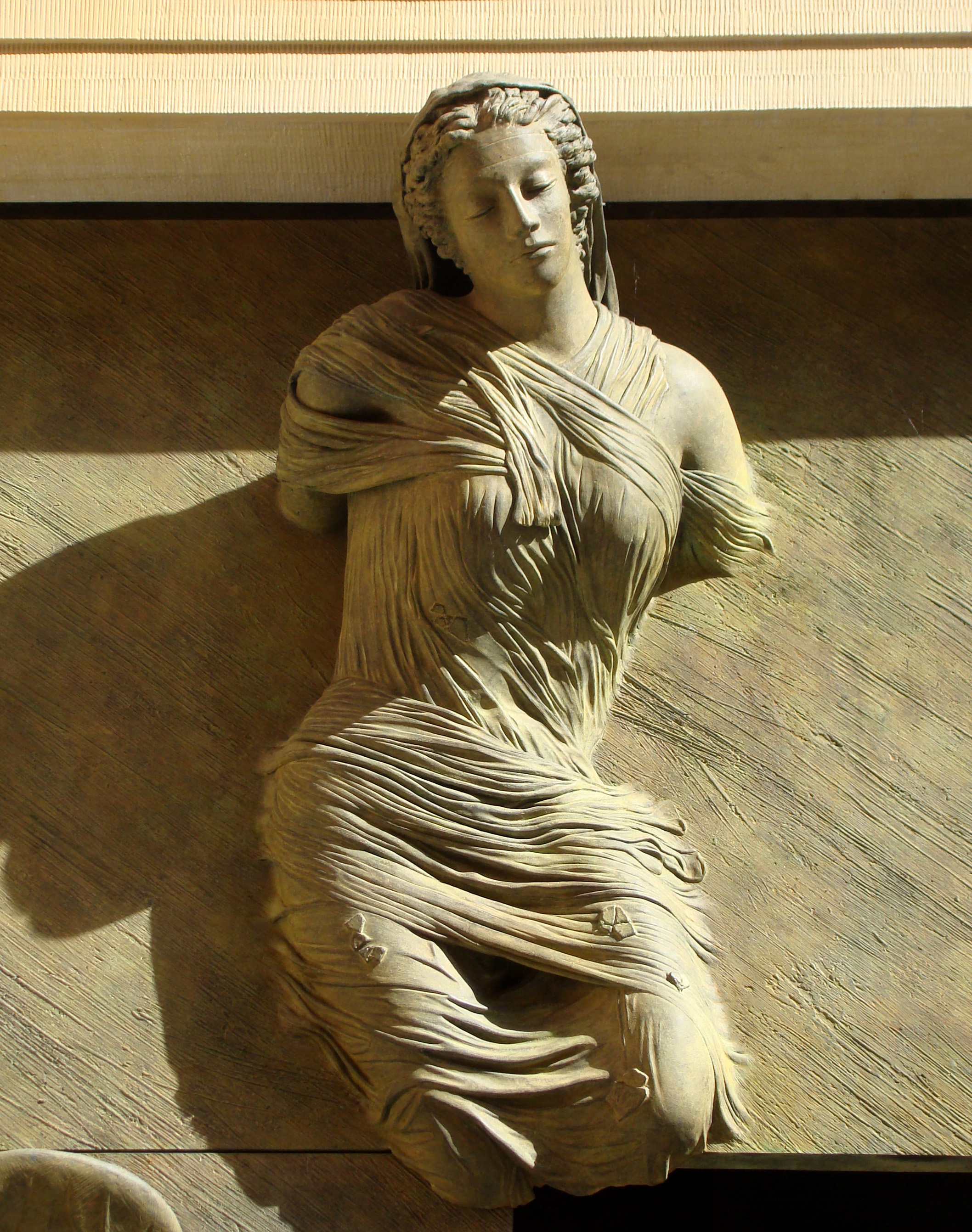
Двері костела отців Єзуітів у Варшаві, ul. Świętojańska, 2009
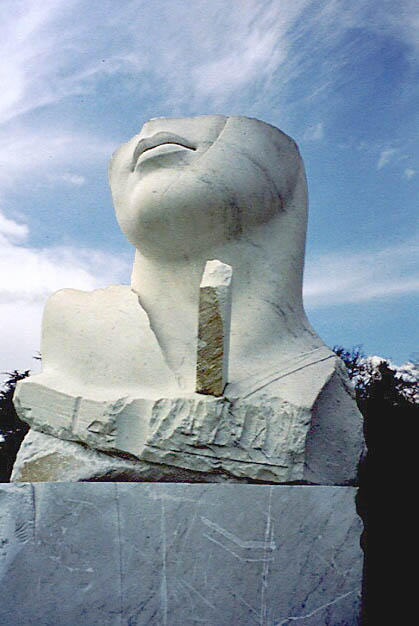
Héros de Lumière, Каррарський мармур (1986) в Йоркшірському парку скульптур

## Вибрані виставки
- 1976: перша персональна виставка живопису та графіки в Galerie Le Hune у Парижі
- 1977: Персональна виставка бронзових скульптур і ювелірних виробів в ArtCurial в Парижі, Av. матиньйон
- 1986: запрошення на 42-й Венеціанська бієнале
- 1989: виставка в Академії мистецтв Нью-Йорка
- 1999: виставка в Археологічному музеї та садах Боболі у Флоренції
- 2001: виставка в Олімпійському музеї в Лозанні
- 2003: виставка на площах польських міст - Скульптури та малюнки Ігоря Міторая : Познань (16 жовтня 2003 - 25 січня 2004)
- 2003: відкриття виставки 60 робіт Міторая президентом Олександром Квасьнєвським у Міжнародному культурному центрі в Кракові
- 2004: 56 класичних скульптур Міторая, виготовлених із бронзи, чавуну, білого та чорного мармуру та теракоти, 36 малюнків художника 1976–2001 років і 14 бронзових скульптур, виставлені на Головній площі Кракова (17 жовтня 2003 р. – 25 січня 2004 р.); Варшава (11 лютого – 25 квітня 2004 р.)

## Скульптури під відкритим небом
- Санта-Крус-де-Тенеріфе – «Пер Адріан»
- Паризький район Ла Дефанс (вхід до університету) - Ікарія, Велика Тоскана, Тиндареос
- Олімпійський парк Лозанни - Корацца
- Пьяцца Монте Граппа в Римі – Богиня Риму
- Абута на Хоккайдо – Цукі-но-хікарі ( Місячне світло ); копії твору також стоять у Лондоні (перед Британським музеєм ), у Схевенінгені (на дюнах, біля музею Beelden aan Zeee) і в Познані.
- Мілан – фонтани Кентаврів
- Базиліка Санта-Марія-дельї-Анджелі та дей-Мартірі в Римі - ворота до храму
- Ерос прикутий ( Eros Bendato ) на Головній площі Кракова